# Toxic
«Toxic» (укр. Отруйний) — пісня, нагороджена премією «Греммі», написана для четвертого студійного альбому Брітні Спірс In the Zone (2003). Пісня описує любовний зв'язок з одруженим чоловіком. Вона була випущена як другий сингл з альбому на початку 2004 року. «Toxic» отримав міжнародний успіх, посівши верхні рядки світових чартів. У 2005 році пісня отримала премію «Греммі» як Найкращий Танцювальний Запис.

## Чарти
«Toxic» — четвертий сингл Брітні Спірс, який ввійшов у десятку найкращих, потрапивши на дев'яте місце чарту Billboard Hot 100. На радіостанціях пісня впродовж чотирьох тижнів займала перше місце. «Toxic» став одним з найбільших міжнародних хітів 2004 року. Сингл отримав великий успіх у Великій Британії, там було продано 105,000 копій протягом першого тижня, 268,000 копій за весь час.

##### Сертифікації
| Країна          | Сертифікація | Продажі   |
| --------------- | ------------ | --------- |
| Австралія       | Платиновий   | 70,000    |
| Франція         | Срібний      | 125,000   |
| Нова Зеландія   | Золотий      | 5,000     |
| Норвегія        | Золотий      | 20,000    |
| Велика Британія | Срібний      | 268,000   |
| США             | Платиновий   | 1,000,000 |